# Romulea clusiana
Romulea clusiana är en irisväxtart som först beskrevs av Johan Martin Christian Lange, och fick sitt nu gällande namn av Carl Fredrik Nyman. Romulea clusiana ingår i släktet Romulea och familjen irisväxter. Inga underarter finns listade i Catalogue of Life.